# Avellaneda
Avellaneda je přístavní město v Argentině na území provincie Buenos Aires. Je sídlem stejnojmenného partida. V roce 2001 v něm žilo 328 980 obyvatel. Je součástí aglomerace Velkého Buenos Aires, přičemž s vlastním Buenos Aires je spojeno několika mosty přes řeku Riachuelo.